# Хусасеу-де-Тінка (комуна)
Хусасеу-де-Тінка (рум. Husasău de Tinca) — комуна у повіті Біхор в Румунії. До складу комуни входять такі села (дані про населення за 2002 рік):
- М'єрсіг (409 осіб)
- Ошанд (503 особи)
- Сітітелек (445 осіб)
- Фонеу (217 осіб)
- Хусасеу-де-Тінка (776 осіб) — адміністративний центр комуни

Комуна розташована на відстані 419 км на північний захід від Бухареста, 27 км на південь від Ораді, 128 км на захід від Клуж-Напоки, 129 км на північний схід від Тімішоари.

## Населення
За даними перепису населення 2002 року у комуні проживали 2350 осіб.
Національний склад населення комуни:
| Національність | Кількість осіб | Відсоток |
| -------------- | -------------- | -------- |
| румуни         | 1909           | 81,2%    |
| цигани         | 402            | 17,1%    |
| угорці         | 37             | 1,6%     |
| німці          | 1              | < 0,1%   |
| словаки        | 1              | < 0,1%   |

Рідною мовою назвали:
| Мова      | Кількість осіб | Відсоток |
| --------- | -------------- | -------- |
| румунська | 2073           | 88,2%    |
| циганська | 246            | 10,5%    |
| угорська  | 28             | 1,2%     |
| словацька | 2              | 0,1%     |
| німецька  | 1              | < 0,1%   |

Склад населення комуни за віросповіданням:
| Релігія        | Кількість осіб | Відсоток |
| -------------- | -------------- | -------- |
| православні    | 1850           | 78,7%    |
| баптисти       | 319            | 13,6%    |
| греко-католики | 75             | 3,2%     |
| п'ятдесятники  | 68             | 2,9%     |
| реформати      | 15             | 0,6%     |
| римо-католики  | 14             | 0,6%     |
| адвентисти     | 6              | 0,3%     |
| атеїсти        | 1              | < 0,1%   |